# Олеві Кулл
Олеві Кулл (ест. Olevi Kull; *22 червня 1955, Раквере — †31 січня 2007, Тарту) — естонський професор Тартуського університету, відомий своїм внеском в екологію. Після його смерті було створено меморіальний фонд з пожертв на користь Кулла. Фонд надає степендії студентав на навчання у галузях рослинної екофізіології, екології лісів та екології екосистем.
Біосеміотик Калеві Кулл — його старший брат.